# Roberto Rojas Tardío
Roberto Rojas Tardío (Lima, 26 d'octubre de 1955 - Lima, 27 de setembre de 1991) fou un futbolista peruà de la dècada de 1980.
Va formar part de l'equip peruà a la Copa del Món de 1978.
Pel que fa a clubs, defensà els colors de Alianza Lima, Sporting Cristal i Deportivo Municipal.